# ZDF.reporter
ZDF.reporter war ein Reportagemagazin im ZDF, das zwischen 2001 und 2011 ausgestrahlt wurde. Moderiert wurde die Sendung zwischen 2003 und 2011 von Norbert Lehmann, zuvor von Steffen Seibert.

## Sendeplatz
Die Sendung wurde donnerstags um 21.00 Uhr ausgestrahlt. Bis 2007 war der Sendeplatz am Mittwoch zur gleichen Zeit. Im Dezember 2010 gab das ZDF bekannt, dass im Rahmen einer Programmreform ZDF.reporter ab Mitte März 2011 zugunsten eines Filmabends am Donnerstag nach 10 Jahren gestoppt wird. Am 24. März 2011 wurde die Sendung vorerst eingestellt. Laut Medienberichten sei möglicherweise die inhaltliche Nähe zum anderen ZDF-Politmagazin Frontal 21 der Grund für die Streichung. Die Sendung „ZDF.reportage“, die seit 1984 unter wechselnden Reihentiteln im Programm ist, bleibt nach Senderangabe bestehen.

## Inhalt
In 317 Folgen der meist 45 Minuten langen Sendung wurden fast 2000 Einzelreportagen, die etwa 10 Minuten lang waren, gezeigt.
Die Themen sollen laut Senderangaben „aus dem deutschen Alltag, aus der deutschen Lebenswirklichkeit“ stammen. Gleichwohl bestand ein Großteil der Sendung aus Reportagen über die Arbeit von staatlichen Kontrolleuren, wie Polizei, Zoll und Ordnungsamt, und Beiträgen über häufig vorkommende Betrugsfälle (z. B. Mietnomaden).

## Bekannte Mitarbeiter
- Boris Barschow
- Mara Bergmann
- Armin Coerper
- Andreas Ewels
- Carsten Rüger

## Rezeption

### Auszeichnungen
- 2001: Goldene Kamera – Shooting Star 2001 (HÖRZU-Leserwahl) an Steffen Seibert u. a. für seine Moderation der Sendung
- 2003: Grimme Online Award – Publikumspreis für Der Mietmensch[4]
- 2003: Goldener Igel in der Kategorie Fernsehen an Boris Barschow für „Die Deutsche Marine am Horn von Afrika“
- 2010: Deutscher Wirtschaftsfilmpreis – 3. Preis in der Kategorie Film über die Wirtschaft an Thadeus Parade, Christian Hahn, Tasso Miller für „Auf nach Indien - Ein Rheinländer trotzt der Krise“
- 2010: Deutscher Sozialpreis – Sonderpreis für Nachwuchsjournalisten an Daniel Pontzen für seine Reportage über Tagelöhner